# Acanthocope acutispina
Acanthocope acutispina är en kräftdjursart som beskrevs av Frank Evers Beddard 1885. Acanthocope acutispina ingår i släktet Acanthocope och familjen Munnopsidae. Inga underarter finns listade i Catalogue of Life.